# Bringing It All Back Home
Bringing It All Back Home ist das fünfte Studioalbum des amerikanischen Singer-Songwriters Bob Dylan. Es erschien am 22. März 1965 auf dem Plattenlabel Columbia Records und gilt als eines der ersten Folk-Rock-LPs der Musikgeschichte. Produzent war Tom Wilson. In Europa wurde es unter dem Titel Subterranean Homesick Blues verkauft.
Auf der ersten Seite der LP befinden sich alle elektrisch verstärkten Titel, während die Songs der zweiten Seite ausschließlich akustisch sind und von Dylan ohne Bandbegleitung eingespielt wurden. Bringing It All Back Home war der Auftakt zu Dylans vollständiger Revolutionierung des Songwritings, wie seine beiden Folgealben zeigen sollten und belegte in der 2003 veröffentlichten Liste des Rolling Stone der 500 besten Alben aller Zeiten den 31. Platz.

## Stil und Konzept
Bringing It All Back Home, insbesondere die erste Seite der LP, steht in deutlichem Kontrast zu Dylans vorherigen Alben und ist der Auftakt seines Wechsels vom traditionellen Folk zum Rock, der sich dann auf seinen folgenden Alben endgültig vollzieht.
Auf der A-Seite kommen erstmals und fast ausschließlich elektrisch verstärkte Instrumente zum Einsatz, und Dylan wird dabei von einer Band begleitet. Dieser Wandel vom Protestsänger und von einer Galionsfigur der Gegenkultur zum selbstbewussten und unabhängigen Künstler, der von seiner damaligen Fangemeinde überwiegend als Verrat und als Skandal angesehen wurde, macht sich auch inhaltlich bemerkbar. Selbst auf der zweiten LP-Seite, die Dylan in alter Manier überwiegend solo, sich selbst mit Akustikgitarre und Mundharmonika begleitend einspielt, sind die Texte poetisch komplex und surreal, was spätestens mit diesem Album zu Dylans Markenzeichen wird.
Schon der Titel des Albums ist zweideutig: „Bringing it all back home“ kann zum einen eine Rückkehr zu den Wurzeln bedeuten (Dylan spielte schon auf dem College in einer Rockband) oder aber „um es ganz klar zu machen“. In der neueren Forschung wird zudem die Meinung vertreten, dass Dylan mit diesem Album den Blues, der in der ersten Hälfte der 60er Jahre von britischen Bands (v. a. den Rolling Stones) in Beschlag genommen wurde, ganz wortwörtlich wieder nach Amerika zurückholen wollte.

## Erfolg
Bringing It All Back Home erreichte Platz 1 der UK Album Charts und Platz 6 der Billboard 200 in den Vereinigten Staaten. Die Singleauskopplung Subterranean Homesick Blues erreichte Platz 9 der britischen Singlecharts und Platz 39 der Billboard Hot 100, Maggie’s Farm platzierte sich auf Rang 22 der britischen Singlecharts. In Deutschland, Österreich und der Schweiz konnten sich weder Album noch Singles in den Charts platzieren. Subterranean Homesick Blues landete auf Platz 332 der 500 besten Songs aller Zeiten (2004).
Trotz des kommerziellen Erfolges und der ausverkauften Welttournee sorgten das Album und vor allem Dylans „Elektrifizierung“ für geteilte Reaktionen bei seinem Publikum. So wurde er beim Newport Folk Festival im Juli 1965 bei seinem ersten Auftritt, bei dem er sein neues Material gemeinsam mit Musikern der Butterfield Blues Band spielte, vom Publikum teilweise ausgebuht. Diese gespaltene Reaktion, geprägt durch Buh-Rufe und demonstrativen Störapplaus, setzte sich auch auf seiner Tour fort, die im August 1965 begann. Die erste Hälfte spielte Dylan solo mit Akustikgitarre und Mundharmonika, die zweite Hälfte mit E-Gitarre und begleitet von der Band The Hawks, aus der später The Band hervorging. Dieser zweite Part sorgte regelmäßig für heftige Publikumsreaktionen, so musste sich Dylan beispielsweise bei seinem Konzert in Manchester als „Judas“ beschimpfen lassen.
Dylan veröffentlichte noch im August 1965 das Album Highway 61 Revisited und im Mai des darauffolgenden Jahres das Album Blonde on Blonde. Er nahm so innerhalb kürzester Zeit, beginnend mit Bringing It All Back Home, drei der einflussreichsten Alben der Rockgeschichte auf.

## Coverbild
Das Schallplattencover zeigt eine von Daniel Kramer aufgenommene Fotografie. Auf dem Foto ist Dylan auf einer Couch sitzend zu sehen, auf seinem Schoß ein Magazin und eine Perserkatze, neben ihm auf der Couch liegen verstreut Schallplatten. Im Hintergrund räkelt sich lasziv eine Dame in einem roten Kleid; es handelt sich um Sally Grossman, die Ehefrau von Dylans Manager Albert Grossman, in dessen Haus die Aufnahme entstanden ist. Bei den Schallplatten neben Dylan handelt es sich unter anderem um Eric Von Schmidt – The Folk Blues of Eric Von Schmidt, Lotte Lenya – Sings Berlin Theatre Songs by Kurt Weill, Robert Johnson – King of the Delta Blues Singers und The Impressions – Keep on Pushing. Darüber hinaus ist das Album Another Side of Bob Dylan etwas abseits, wenn auch versteckt hinter der Frau in Rot, deutlich zu sehen. Außerdem erkennt man eine Ausgabe des Time Magazine vom 1. Januar 1965 mit Lyndon B. Johnson auf dem Titelbild und ein gelbes Fallout-Shelter-Hinweisschild. Des Weiteren bedient sich die Fotografie eines Effektes, der einen hellen Lichtring um die Darstellung in der Mitte legt, außerhalb dessen das Bild verschwimmt, wodurch der Eindruck erweckt werden kann, man betrachte die Szene als Außenstehender. Heinrich Detering beschreibt das Bild als „luxuriös-dekadente Innenwelt intimer Privatheit […], erfüllt von Bruchstücken einer Werkgeschichte und bedroht von apokalyptischer Vernichtung“.
Bemerkenswert ist außerdem, dass dies das erste Dylan-Album ist, bei dem die Titelliste nicht auf dem Schallplattencover steht. Die Manschettenknöpfe, die Dylan auf dem Foto trägt, sollen jene sein, auf die Joan Baez in ihrem Lied "Diamonds & Rust" (1975) Bezug nimmt („ten years ago I bought you some cufflinks“).
Die Rückseite des Schallplattencovers bzw. das Booklet der CD zeigen weitere Bilder von Dylan, unter anderem mit Joan Baez, Peter Yarrow und Barbara Rubin, sowie eines von Allen Ginsberg. Außerdem ist ein Prosatext von Dylan abgedruckt, auch dies ist ein Novum. Der rasante, assoziative Schreibstil dieses Textes findet sich später im Buch Tarantula wieder, das größtenteils um diese Zeit entstanden ist.

## Nachwirkung in der Populärkultur
Die Covergestaltung von Christiane Rösingers Album Songs of L. and Hate (2010) ist der von Bringing It All Back Home nachempfunden; der Albumtitel hingegen ist eine Reminiszenz an Leonard Cohens Album Songs of Love and Hate.

## Titelliste
Ursprüngliche Trackverteilung auf der LP
1. Seite
  1. Subterranean Homesick Blues – 2:21
  2. She Belongs to Me – 2:47
  3. Maggie’s Farm – 3:54
  4. Love Minus Zero / No Limit – 2:51
  5. Outlaw Blues – 3:05
  6. On the Road Again – 2:35
  7. Bob Dylan’s 115th Dream – 6:30
2. Seite
  1. Mr. Tambourine Man – 5:30
  2. Gates of Eden – 5:40
  3. It’s Alright, Ma (I’m Only Bleeding) – 7:29
  4. It’s All Over Now, Baby Blue – 4:12